# Dekanat Wawrzeńczyce
Dekanat Wawrzeńczyce – jeden z 45 dekanatów w rzymskokatolickiej archidiecezji krakowskiej.
Dekretem biskupa Kieleckiego  Augustyna Łosińskiego dnia 1 sierpnia 1911 roku, wydzielono z dekanatu miechowskiego dekanat luborzycki. W czasie zaborów teren ten podlegał diecezji Kieleckiej.

## Parafie
W skład dekanatu wchodzi 8 parafii:
- parafia Wniebowzięcia NMP – Biórków Wielki
- parafia św. Mikołaja – Czulice
- parafia Wszystkich Świętych – Górka Kościelnicka
- parafia Narodzenia Najświętszej Maryi Panny – Igołomia
- parafia św. Grzegorza Wielkiego – Ruszcza
- parafia Podwyższenia Krzyża Świętego – Luborzyca (Wysiołek Luborzycki)
- parafia św. Wojciecha Biskupa i Męczennika – Pobiednik Mały
- parafia św. Marii Magdaleny – Wawrzeńczyce